# كوسالار (أوتش هاتشا)
کوسالار (بالفارسية: کوسالار) هي منطقة سكنية تقع في إيران في قسم أوتش هاتشا الریفي. يقدر عدد سكانها بـ 106 نسمة .